# 室女座HW
室女座HW（HW Virginis，縮寫為 HW Vir），是一個室女座內的食雙星系統（大陵五型變星），距離地球約590光年（根據恆星狀態和星等，依巴谷衛星的视差量測誤差過大而不能使用）。該系統是由一顆B型次矮星和一顆紅矮星組成。兩顆成員星互繞週期是0.116795日。

## 食時序變化

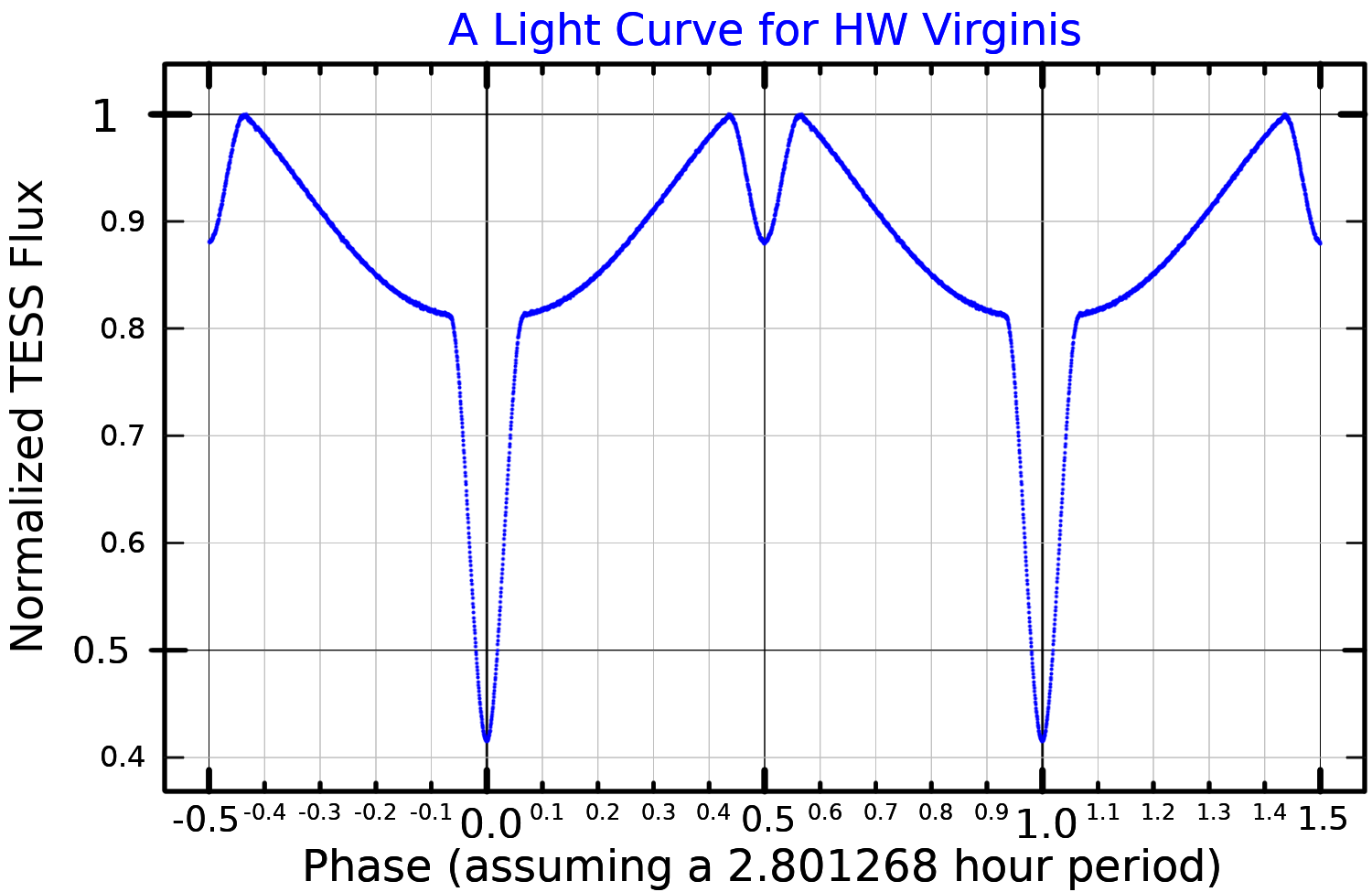
「TESS」的室女座HW光變曲線數據。

根據該系統食時間的變化，在2008年，有人聲稱有兩顆巨行星在聯星軌道上運行，質量分別為木星質量的8.47倍和19.2倍，週期分別為9.1年和15.8年。後來證明其所提出的系統極不穩定，在數據不確定允許的參數空間內，平均壽命不到1,000年。提出了一個替代、動態穩定的軌道解決方案，在12年的軌道上有一顆14.3木星質量的天體，在外側55年的軌道上有一顆65木星質量的伴星。然而已經注意到，外側伴星的軌道參數極度不受約束，這再次使人們對該模型的真實性產生懷疑。對這個系統建模以及圍繞其它幾顆後共同包絡聯星行星的問題，導致了一種建議，即用於推斷行星存在的星食變化具有非行星起源。截至2018年，室女座HW的食時間變化被證明與所有以前的行星模型不相容， 並在 2021年再次被證明。然而，食時間的變化也不能用已知的恆星機制來解釋。從天體測量中可以初步證明行星的存在，隨著蓋亞任務未來的數據發佈預計能夠完全證實這一點。

## 外部連結
- . The Extrasolar Planets Encyclopaedia.   [25 November 2008]. （原始内容存档于2012-05-05）.